# روبرت بيركس
روبرت بيركس (بالإنجليزية: Robert Burks)‏ هو مصور سينمائي أمريكي، ولد في 4 يوليو 1909 في تشينو في الولايات المتحدة، وتوفي في 13 مايو 1968 في شاطئ نيوبورت في الولايات المتحدة.

## وصلات خارجية
- روبرت بيركس على موقع IMDb (الإنجليزية)
- روبرت بيركس على موقع ألو سيني (الفرنسية)
- روبرت بيركس على موقع أول موفي (الإنجليزية)
- روبرت بيركس على موقع قاعدة بيانات الأفلام السويدية (السويدية)
- روبرت بيركس على موقع قاعدة بيانات الفيلم (الإنجليزية)
- روبرت بيركس على موقع كينوبويسك (الروسية)